# Montegrino Valtravaglia
Montegrino Valtravaglia (lombardul: Montegrin Valtravaja) település Olaszországban, Varese megyében. Lakosainak száma 1479 fő (2023. január 1.). Montegrino Valtravaglia Cadegliano-Viconago, Cugliate-Fabiasco, Grantola, Mesenzana, Brissago-Valtravaglia, Cremenaga, Germignaga és Luino községekkel határos.

## Népesség
A település népességének változása:
| Lakosok száma | 1472 | 1478 | 1479 |
|               | 2017 | 2018 | 2023 |